# Valérie Chevalier (directrice d'opéra)
Valérie Chevalier, née à Rouen en 1964, est une directrice d'opéra française.

## Biographie

### Formation et débuts professionnels
Valérie Chevalier s'initie à la flûte traversière et au chant avant d'entrer au Conservatoire à rayonnement régional de Rouen où elle obtient une médaille d'or de chant. Lauréate de l'École d'Art Lyrique de l'Opéra national de Paris, elle chante ses premiers rôles Salle Favart et au Palais Garnier. Après une résidence de six ans à New-York, elle complète sa formation par un diplôme de troisième cycle en Gestion et Médiation Culturelles de l'Institut EAC-ARTIS de Paris. Elle crée l'agence artistique Standing Ovation pour la représentation d'artistes lyriques et de chefs d'orchestre,.

### Directrice de l'administration artistique à l'Opéra national de Lorraine
En 2003, Valérie Chevalier rejoint l'Opéra national de Lorraine dirigé par Laurent Spielmann comme conseillère artistique puis directrice de l'administration artistique.

### Directrice de l'Opéra Orchestre National Montpellier

#### Nomination
Le 5 décembre 2013, Valérie Chevalier est nommée directrice de l'Opéra Orchestre National Montpellier, choisie par un jury composé d'Aurélie Filippetti, ministre de la Culture, de Christian Bourquin, président de l'agglomération montpelliéraine et de Bernard Serrou, président de l'association de l'Opéra Orchestre National de Montpellier Languedoc- Roussillon (OONMLR). Le communiqué de ministère de la Culture précise : 
« À Montpellier, animée par le souci de développer l'esprit d'équipe avec tous les acteurs qui concourent à la vie de l'établissement, elle conduira un projet artistique et culturel fédérateur, caractérisé par une programmation ouverte à tous les publics, renforçant les actions d’éducation artistique vers les plus jeunes et faisant appel à une pluralité de formes, de la musique baroque à la création contemporaine. » 

#### Sortie de crise
Elle prend ses fonctions à compter du 29 décembre 2013, devant faire face à un déficit financier considérable et travailler avec Didier Deschamps, président de l'OONMLR, à redresser économiquement l'institution. Cinq ans plus tard, en 2018, Philippe Saurel, maire de Montpellier, annonce que l'Opéra Orchestre est sorti de la grave crise dans laquelle il était plongé. Au moment de quitter la présidence de l'OONMLR, Didier Deschamps salue la politique artistique ambitieuse et la programmation audacieuse qu'a su développer Valérie Chevalier dans un contexte difficile.

## Polémique
Pressentie en 2023 pour prendre la direction du Théâtre du Châtelet, Valérie Chevalier est finalement évincée au profit d’Olivier Py. Dans une interview donnée à Libération, elle reproche à la maire de Paris Anne Hidalgo de n'avoir pas suivi l'avis du comité de sélection qu'elle avait mis en place et qui avait retenu les candidatures de Valérie Chevalier et de Sandrina Martins. Elle s'étonne qu'Olivier Py ait été le seul candidat à avoir été informé d'un plan d'articulation des théâtres du Châtelet et de la Ville, ainsi que d'un projet d’animation de la place du Châtelet. Elle dénonce à cette occasion le sexisme du milieu culturel et la minoration des femmes aux postes de direction dans les opéras,.

## Décoration et distinction
Elle est nommée chevalière de la Légion d'honneur le 14 juillet 2021.